# Fumaria bastardii
Fumaria bastardii, comúnmente llamada palomilla, es una planta  de la subfamilia Fumarioideae antigua familia Fumariaceae.

## Descripción
Planta glaucas, glabras. Tallos de hasta 100 cm, decumbentes, ramificados. Últimas divisiones foliares de 2-5,5 x 1-3 mm, oblongas, planas. Racimos de 1,5-3 veces más largos que el pedúnculo, con 2-25 flores, laxos. Brácteas de 1,5-2 mm, mucho más cortas que los pedicelos fructíferos. Pedicelos fructíferos erecto-patentes. Flores de 8-11 mm, de blancas a rosadas, con ápice purpúreo-negro. Sépalos de 2,5-3 (-3,5)x(1,3-)1,5-2 mm, ovados, marcadamente dentados. Pétalo superior con espolón de c. 1/3 de la longitud del resto del pétalo. Aquenios de 2-2,5 x 2-2,3 mm, redondeados, obtusos, ligeramente apiculados, rugosos.

## Distribución y hábitat
Se encuentra en terrenos cultivados o abandonados.  Ampliamente distribuida en la región mediterránea y el W de Europa; naturalizada en otras partes del mundo. Dispersa por gran parte de la península ibérica.

## Taxonomía
Fumaria bastardii  fue descrita por Alexandre Boreau y publicado en Revue de Botanique, Bulletin Mensuel 2: 359. 1847.
Citología
Número de cromosomas de Fumaria bastardii (Fam. Papaveraceae) y táxones infraespecíficos: 2n=c.48
Etimología
Ver: Fumaria'
bastardii: epíteto otorgado en honor del botánico francés Toussaint Bastard.
Sinonimia
- Fumaria affinis Hammar
- Fumaria almensis Maire
- Fumaria bastardii var. hibernica Pugsley
- Fumaria bastardii var. jordanii (Guss.) A.Soler
- Fumaria codinae Sennen
- Fumaria confusa Jord.
- Fumaria gussonei var. benedicta Nicotra
- Fumaria gussonii Boiss.
- Fumaria jordanii Guss.
- Fumaria pia Nicotra
- Fumaria planasi Sennen
- Fumaria recognita Lacroix
- Fumaria vagans Jord.[4]

## Nombres comunes
- Castellano:  fumaria, palomina, sangre de Cristo, teta de vaca borriquera.[5]